# Augustin-Eudes-Joseph Durand
Augustin-Eudes-Joseph Durand (5 mai 1767 à Marseille - 2 avril 1849 à Paris), est un homme politique français.

## Biographie
Négociant à Marseille, il se présenta sans succès une première fois, le 27 mars 1829, dans les Bouches-du-Rhône (Marseille).
Mais il fut élu député, le 28 octobre 1830, au collège de département des Bouches-du-Rhône. Il vota avec la majorité conservatrice jusqu'en 1831, et quitta alors la vie politique.

## Sources
- « Augustin-Eudes-Joseph Durand », dans Adolphe Robert et Gaston Cougny, Dictionnaire des parlementaires français, Edgar Bourloton, 1889-1891 [détail de l’édition]
- « Augustin-Eudes-Joseph Durand », sur Sycomore, base de données des députés de l'Assemblée nationale